# Ernst Ehrlich (Fossiliensammler)
Ernst Ehrlich (* 28. August 1885 in Spittal an der Drau; † 26. August 1964 Schladming) war ein österreichischer Fossiliensammler.
Ehrlich war Bezirksförster in Schladming. Daneben sammelte er Fossilien. Seine Sammlung befindet sich heute im Joanneum in Graz.

## Veröffentlichungen
- Aus den Werfener Schichten des Dachsteingebietes bei Schladming. I. Gervilien. In: Mitteilungen des Museums für Bergbau, Geologie und Technik am Landesmuseum Joanneum Graz. Band 5, 1946, S. 103–207 (zobodat.at [PDF]).

## Belege
- Helmuth Zapfe: Index Palaeontologicorum Austriae (= Catalogus fossilium Austriae. Heft 15). Verlag der Österreichischen Akademie der Wissenschaften, Wien 1971, S. 27 (zobodat.at [PDF; 367 kB]).

| Personendaten    | Personendaten                     |
| ---------------- | --------------------------------- |
| NAME             | Ehrlich, Ernst                    |
| KURZBESCHREIBUNG | österreichischer Fossiliensammler |
| GEBURTSDATUM     | 28. August 1885                   |
| GEBURTSORT       | Spittal an der Drau               |
| STERBEDATUM      | 26. August 1964                   |
| STERBEORT        | Schladming                        |